# Panicum robynsii
Panicum robynsii är en gräsart som beskrevs av Aimée Antoinette Camus. Panicum robynsii ingår i släktet vipphirser, och familjen gräs. Inga underarter finns listade i Catalogue of Life.